# Kalmar-Kalmar Läns Tidning
Kalmar Kalmar Läns tidning var en dagstidning som gavs ut under tiden 22 juni 1918 till slutet av år 1947. Tidningen var ett samgående av tidningen Kalmar och Kalmar Läns Tidning 1915-1918.
Fullständig titeln var Kalmar/ Kalmar läns tidning, under 1918 Kalmar, Tidning för Kalmar stad och Län en kort period.

## Redaktion
Redaktionsort var hela tiden Kalmar. Tidningens politiska tendens 1918-1924 frisinnad 1925-1947 bondeförbundet enligt SVAT enligt tidningen 1937-11-27 sidan 18 byttes den politiska tendensen först hösten 1928. Tidningen utgavs 6 dagar i veckan måndag-lördag. men hade en varannandagsupplaga till 29 november 1920 som kom tre dagar i veckan. Periodisk bilaga För Husmodern Och Familjen  gavs ut under 1928.
| Period                 | Ansvarig utgivare      | Titel      | Period                 | Redaktör          |
| 1918-06-12--1928-10-24 | Sandberg, Oskar Antoni | redaktören | 1918-06-22--1928-09-29 | Sandberg, Oskar A |
| 1928-10-25--1947-12-31 | Morhagen, Sven Manfred | redaktören | 1928-10-01--1928-10-31 | Ingen uppgift     |
|                        |                        |            | 1928-11-01--1947-12-31 | Morhagen, Manfred |

## Tryckning
Förlaget hette 1918-1947 Kalmar tryckeriaktiebolag. Bolaget övertog 1 juli 1918  "de båda äldre tidningsbolagens tillgångar och skulder" (Tidningen 1937-11-27, s. 18). Priset för tidningen var 6,75 kr inledningsvis, varannandagsupplagan kostade 6 kr mot sexdagarstidningen 14 kr 1920. Priset ökade till 18 kr 1947.
Tryckeriet hette Tidningen Kalmars aktiebolag boktryckeri till 29 juni 1918 sen Kalmar tryckeriaktiebolags boktryckeri till 1919. Från den 4 september 1919 bara Kalmar tryckeriaktiebolag. Tidningen trycktes i svart, från 1931 i svart + en färg. Typsnitt var hela tiden antikva. Satsytan 51-52 x 35-36 cm. Sidantalet 6-16 sidormed flest sidor på lördagar i slutet av utgivningsperioden. Upplaga  var 1927 10000 exemplar, 1929 endast 2825 men 1930 åter 10 300 exemplar.  1941 hade tidningen 7400 i upplaga samt 1947 8200.
| Period                 | Tryckeriutrustning                                                            | Kommentar                                                   |
| 1911-01-01--1911-12-31 | Heureka tryckpress                                                            | T 1937-11-27, s. 18                                         |
| 1915-01-01--1915-12-31 | Sättmaskin, tidningens första                                                 | Dessförinnan handsattes hela tidningen. T 1937-11-27, s. 18 |
| 1937-01-01--1937-12-31 | Albert tryckpress, tillverkad av Schnellpressenfabrik Frankenthal, Rheinpfalz | T 1937-11-27, s. 18                                         |
| 1937-01-01--1937-12-31 | Sättmaskiner, tre stycken                                                     | T 1937-11-27, s. 18                                         |
| 1938-01-01--1938-12-31 | Sättmaskin Linotype Blue Streak                                               | T 1938-07-01                                                |